# روبن ارتشر
روبن ارتشر (بالإنجليزية: Robin Archer)‏ هو لاعب اتحاد الرغبي نيوزلندي، ولد في 19 سبتمبر 1930 في Gore, New Zealand ‏ في نيوزيلندا، وتوفي في 9 مارس 2018.